# الدوري الفنلندي الممتاز 1999
الدوري الفنلندي الممتاز 1999 (بالفنلندية: Veikkausliigan kausi 1999) هو موسم من الدوري الفنلندي الممتاز. فاز فيه هكا.